# Виктория Пендълтън
Виктория Пендълтън (на английски: Victoria Louise Pendleton), MBE, родена на 24 септември 1980 г., е английска спортистка.
Понастоящем е състезателка по конен порт, но е известна повече като бивша колоездачка (главно по колоездене на писта). Носителка е на 9 световни титли, включително и рекордните 6 титли в индивидуалния спринт. Освен световна Пендълтън е олимпийска и европейска шампионка както и шампионка на общността на нациите. През 2012 г. на Лондон печели 2 златни и сребърен олимпийски медал. Още преди олимпийските игри подсказва, че след тях ще сложи край на спортната си кариера.

## Ранни години
Виктория и нейният брат близнак Алекс Джеймс Пендълтън са родени на 24 септември 1980 г. в Стотфолд, Бедфордшър, Англия. Баща им Алекс Пендълтън е страстен колоездач и бивш британски шампион на тревна писта. На 9-годишна възраст тя участва в първото си състезание на 400 м на тревна писта. Няколко години по-късно Пендълтън привлича вниманието на треньорите на националния отбор, но се съсредоточава върху образованието си. Въпреки че има известни успехи на пистата като студентка в Нортъмбрийския университет в Нюкасъл на Тайн едва след дипломирането си се посвещава изцяло на колоезденето на писта.

## Спортни успехи
Още като студентка Пендълтън печели бронзов и 3 сребърни медала на Британския национален шампионат по колоездене на писта през 2001 г. Класира се за отбора на Англия на игрите на общността на нациите и завършва четвърта в спринта през 2002 г. Завършва четвърта в спринта и на световните шампионати през 2003 г. в Щутгарт и през 2004 г. в Мелбърн. В крайното класиране за Световната купа завършва втора в дисциплината спринт, печелейки първото място в етапа в Манчестър през 2004 г.
На олимпийските игри през 2004 завършва шеста в бягането по часовник и девета в спринта на 200 m.
На световното първенство през 2005 г. печели първия си златен медал от голямо състезание. През 2006 г. на игрите на общността на нациите печели сребърен медал в бягането по часовник на 500 m и златен медал в спринта.
През 2007 г. на световното първенство по колоездене на писта печели 3 златни медала – в дисциплините отборен спринт (заедно с Шанейз Рийд), спринт и кейрин. Авторитетният вестник „Сънди Таймс“ обявява Пендълтън за спортистка на годината за 2007, като това е първият случай в 20-годишната история, в който тази награда е присвоена на велосипедистка. Асоциацията на спортните журналисти на Великобритания също я определя за спортистка на годината за 2007 г.
През 2008 г. печели 2 златни медала на световното първенство в индивидуалния и в отборния спринт (отново с Шанейз Рийд) и сребро на кейрин. На олимпийските игри в Пекин печели златен медал в индивидуалния спринт.
През 2009 г. е удостоена с Ордена на Британската империя (MBE).
На световното първенство през 2009 г. защитава успешно световната си титла в спринта след много оспорвана борба с нидерландката Вили Канис.
През 2011 г. на световното първенство Пендълтън печели сребърен и бронзов медал в индивидуалния и в отборния спринт и се класира седма в надпреварата по кейрин. Печели отборния спринт в шампионата на Великобритания. На европейското първенство Пендълтън печели в отборния спринт и кейрин, но завършва едва седма в индивидуалния спринт.
През февруари 2012 г. на състезание от световната купа на олимпийския колодрум в Лондон Пендълтън и Джесика Варниш поставят световен рекорд в отборния спринт с 32,754 сек. подобрявайки предишния рекорд на австралийките Ана Миърс и Карли Маккълох. В спринта и кейрин Пендълтън се класира съответно четвърта и пета. На финала на световното първенство в Мелбърн Пендълтън печели рекордната си шеста титла в спринта след драматичен развой на състезанието. В първата серия в полуфинала срещу Ана Миърс Пендълтън пада. Във втората серия Миърс е дисквалифицирана за излизане от спринтьорския коридор. В решителната трета серия Пендълтън печели с фотофиниш. Във финала побеждава с 2:0 Симона Крупечкайте като печели втората серия е спечелена поради падане на противничката.
През август 2012 на олимпийските игри в Лондон Пендълтън и Варниш отново подобряват световния рекорд по време на квалификациите, но в следващия кръг са дисквалифицирани. По-късно Пендълтън печели златния олимпийски медал в дисциплината кейрин. По време на квалификациите в спринта Пендълтън поставя олимпийски рекорд от 10,724 сек, но на финала губи от Ана Миърс, след като е дисквалификацирана в първата и победена от австралийката във втората серия. Така за Пендълтън остава сребърният медал в спринта. След финала Пендълтън обявява окончателно, че слага край на състезателната си кариера.